# Tim Wafler
Tim Wafler (Kitzbühel, 28 de enero de 2002) es un deportista austríaco que compite en ciclismo en las modalidades de pista y ruta. Ganó una medalla de plata en el Campeonato Europeo de Ciclismo en Pista de 2024, en la prueba de scratch.

## Medallero internacional
| Campeonato Europeo | Campeonato Europeo       | Campeonato Europeo | Campeonato Europeo |
| Año                | Lugar                    | Medalla            | Competición        |
| ------------------ | ------------------------ | ------------------ | ------------------ |
| 2024               | Apeldoorn (Países Bajos) | Medalla de plata   | Scratch            |

## Palmarés
2025
- Campeonato de Austria en Ruta